# نواب بنگال
نواب بنگال (بنگالی: বাংলার নবাব)حاکمیت موروثی صوبه بنگال در امپراتوری گورکانی بود. در اوایل قرن هجده، نواب بنگال حاکم مستقل واقعی سه منطقه بنگال، بیهار و اودیسا بود که کشور مستقل کنونی بنگلادش و ایالت‌های هندی بنگال غربی، بیهار و اودیسا را دربر می‌گرفت.